# Río San Juan (Nicaragua)
El río San Juan es un río de 200 km de longitud que nace en el Lago Cocibolca o Lago de Nicaragua (también conocido como la Mar Dulce) y desemboca en el mar Caribe.

## Historia
En 1524 el conquistador Hernán Cortés le envió una carta al emperador Carlos V de España exponiéndole: "el que posea el paso entre los dos océanos podrá considerarse dueño del mundo."
Sus palabras determinarían el destino de Nicaragua, ya que desde ese momento decenas de expediciones fueron enviadas en busca del codiciado "estrecho dudoso" que conectara océano con océano. Ese mismo año, inició la colonización de Nicaragua, con la fundación de las ciudades de Granada a orillas del Lago Cocibolca o Lago de Nicaragua y Santiago de los Caballeros de León al lado del Lago de Managua o Xolotlán.
El río San Juan de Nicaragua fue navegado en 1525 por el conquistador español Ruy Díaz, quien fracasó en su intento por explorarlo pero le dio el nombre de "el Desaguadero", debido a sus aguas cargadas de sedimento.
Catorce años después el capitán Alonso Calero, al mando de 139 hombres de los que sólo sobrevivieron nueve realizó la expedición iniciada en 1538, bautizándolo como San Juan por haber tomado posesión de su territorio un 24 de junio de 1539, en la festividad de San Juan Bautista. Alonso Calero, escribió ese mismo año, lo siguiente: 
"Cruzamos el Gran Lago con muchas peripecias. Nuestro bergantín enfiló hacia la unión de dos ríos en lo que parecía el final de esta Mar Dulce (...) el desaguadero del mar interior y la salida al Caribe y a España. Pronto los rápidos nos obligaron a seguir a pie. Las Selvas eran impenetrables. Era difícil avanzar, el barro nos llegaba hasta las rodillas y los mosquitos de la malaria no nos dejaban descansar. No debíamos detenernos, habíamos venido de tan lejos a estas tierras tan ricas y difíciles de conquistar".
Sabiendo la importancia de este río que conectaba la Mar Dulce con el Océano Atlántico, los españoles impusieron control sobre este precioso río y poco después fundaron San Carlos, actualmente puerto lacustre y cabecera departamental del departamento de Río San Juan. Después de descubrir su desembocadura en el Caribe, este río sirvió para el comercio entre las provincias españolas de Nicaragua, Costa Rica, La Habana de Cuba, Cartagena de Indias en la actual Colombia y otras islas del Caribe; el río San Juan ya era utilizado para fines comerciales.

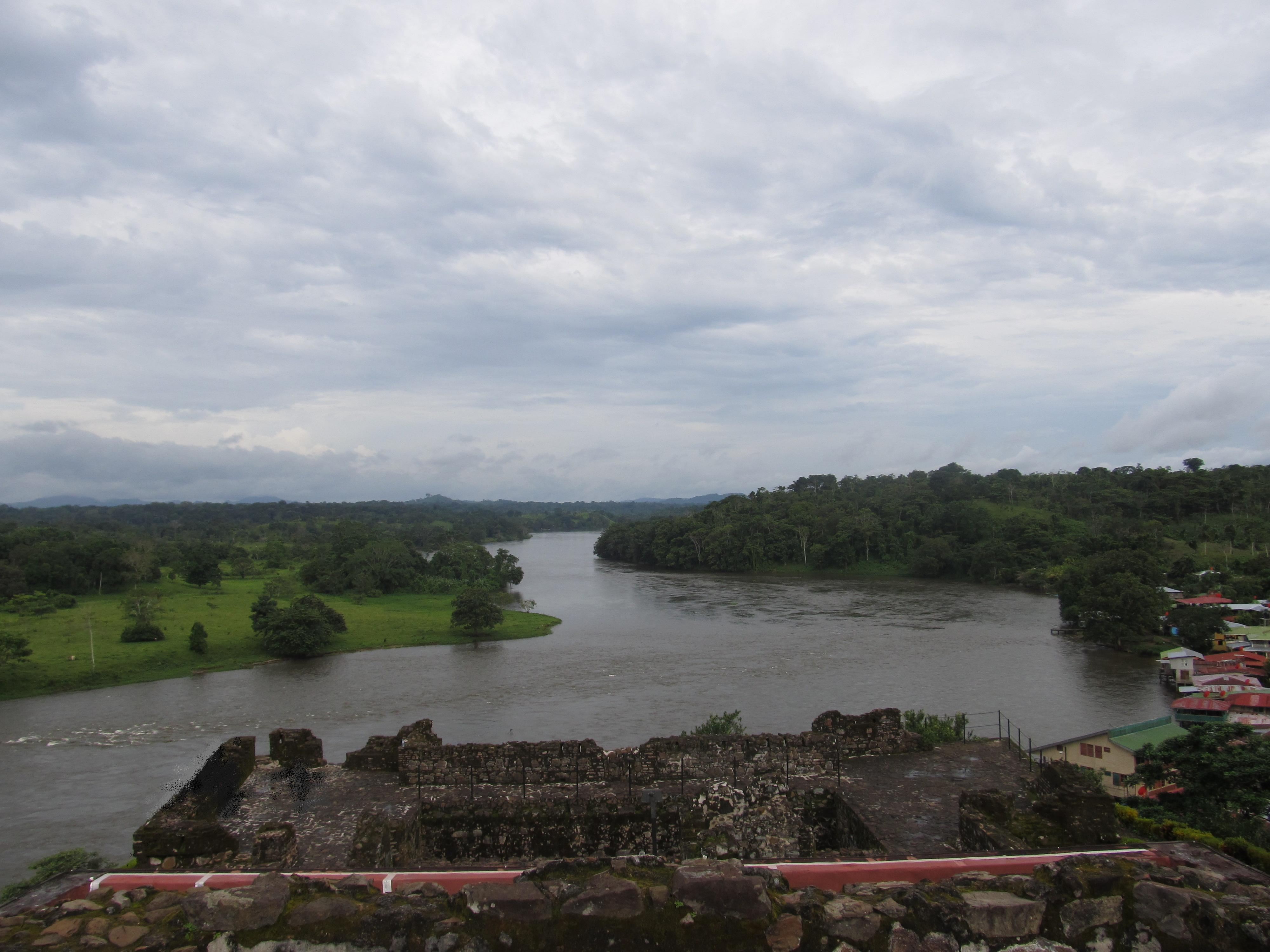
Río San Juan desde El Castillo.

Nicaragua llegó a ser codiciada por las potencias coloniales de la época a causa de sus recursos naturales, pero principalmente por la posibilidad de aprovechar el curso del caudaloso Río San Juan de Nicaragua como ruta de tránsito entre el Atlántico y el Pacífico.
No sólo los españoles usaban el río para sus propósitos. Corsarios y piratas invadían el río y robaban oro, riquezas y otros objetos valiosos de San Carlos. También se llevaban a los indígenas como esclavos. Por su rivalidad en contra de los británicos, los españoles fortificaron el río de tal manera que la más grande de sus fortificaciones, el Castillo de la Inmaculada Concepción resistió muchas batallas durante las incursiones inglesas de piratas y corsarios e indígenas miskitos. En una de ellas participó el joven teniente y futuro almirante inglés Lord Nelson, quién definió la importancia del lugar como sitio estratégico para partir en dos el dominio español en América. 
Después de resistir diversos ataques, siglos más tarde, el río empezó a perder interés como posible ruta interoceánica a causa de la construcción del Canal de Panamá.

## La Ruta del Tránsito vista por Mark Twain
El famoso escritor estadounidense Mark Twain fue uno de los miles de viajeros que atravesaron la llamada Ruta del Tránsito ideada por el comodoro Cornelius Vanderbilt como una alternativa que eliminaba 960 kilómetros del recorrido y un 50% de los costes de viaje a través del Istmo de Panamá durante la Fiebre del oro de California en 1849.
Twain plasmó sus impresiones por escrito, he aquí un brevísimo extracto: 
Las perspectivas cambiantes de Río San Juan van renovando siempre el paisaje exuberante de la zona; los meandros y parajes por los que solíamos pasar presentan cada día nuevas maravillas que podían ser elevados muros de follaje, brillantes cascadas de enredaderas que caen desde ciento cincuenta pies o más para confundirse con la hierba del suelo, bellísimas cataratas de hojas verdes puestas unas sobre otras como escamas de pescados, inmensas murallas macizas de selva virgen, y luego al avanzar mirábamos un nicho vegetal como ventana gótica, con columnas y diversidad de figuras bellas y curiosas.

## Disputa sobre navegación entre Costa Rica y Nicaragua
El tratado fronterizo Cañas-Jerez de 1858 atribuyó la margen norte y el dominio y sumo imperio sobre las aguas del río San Juan a Nicaragua y la margen sur –a partir de cierto punto– a Costa Rica y le otorgó derechos perpetuos de navegación con objetos de comercio en un tramo del río que va desde tres millas de El Castillo hasta su desembocadura. 
El Laudo Cleveland de 1888 (arbitraje del presidente estadounidense Grover Cleveland) fija algunos límites confusos en el tratado de 1858 y establece que Costa Rica no tiene derecho a navegar con buques de guerra por el río.
En 1998 Nicaragua prohibió la navegación de la Fuerza Pública costarricense con armas o en patrullas artilladas sobre las aguas del río, ante lo cual Costa Rica pidió arbitraje de la OEA, pero Nicaragua se opuso a tal iniciativa y sugirió un diálogo bilateral.
En el año 2001 Nicaragua impuso el cobro de un peaje a las embarcaciones turísticas costarricenses que navegaban por el río San Juan, que consistía en cobrar un arancel a los productos costarricenses que entraban al país.
El 29 de septiembre de 2005, el presidente costarricense Abel Pacheco llevó la disputa de los derechos de navegación sobre el río San Juan a la Corte de La Haya, principal órgano judicial de la ONU.
Entre el 2 y el 12 de marzo de 2009 los representantes de Costa Rica y Nicaragua presentaron sus argumentos ante la Corte de La Haya.
El 13 de julio de 2009 La Corte reconoce el derecho de Costa Rica a "navegar libremente" para "fines comerciales" por el río San Juan según el Tratado Jerez-Cañas, pero restringiendo explícitamente a que lo hagan policías armados costarricenses. La soberanía y dominio y sumo imperio del río San Juan pertenece única y exclusivamente a Nicaragua quien puede reglamentar los horarios de navegación de las embarcaciones costarricenses, inspeccionarlas y solicitar documentos.
En noviembre de 2010, Nicaragua que inició el dragado del río San Juan sin informar a Costa Rica. Dado el impacto ambiental que esto estaba generando por la deposición de los sedimentos extraídos por la draga nicaragüense en la margen costarricense del río y la posibilidad de comenzar una disputa por Isla Calero (dado que el caudal del río define las fronteras entre ambos países) Costa Rica vio esto como un intento por parte de Nicaragua para reclamar Isla Calero como propia, y reclamó a Nicaragua. Nicaragua continuó decidida a dragar el río San Juan, puesto que desde siglos atrás, y como parte de un proceso natural, el brazo río Colorado, ya dentro de territorio de Costa Rica, comenzó a incrementar su caudal, lo cual llevó a una fuerte disminución de la navegabilidad de la última sección del San Juan a lo largo del tiempo. A ello hay que adicionar que la actividad agrícola que se da en la ribera costarricense ha llevado a que sus ríos viertan grandes cantidades de sedimentos ocasionando que se obstruya y en invierno sea prácticamente innavegable. Esto ha causado que su cauce se reduzca de 454 metros de ancho a 80 metros en el delta que separa el ramal del Colorado del río San Juan. 

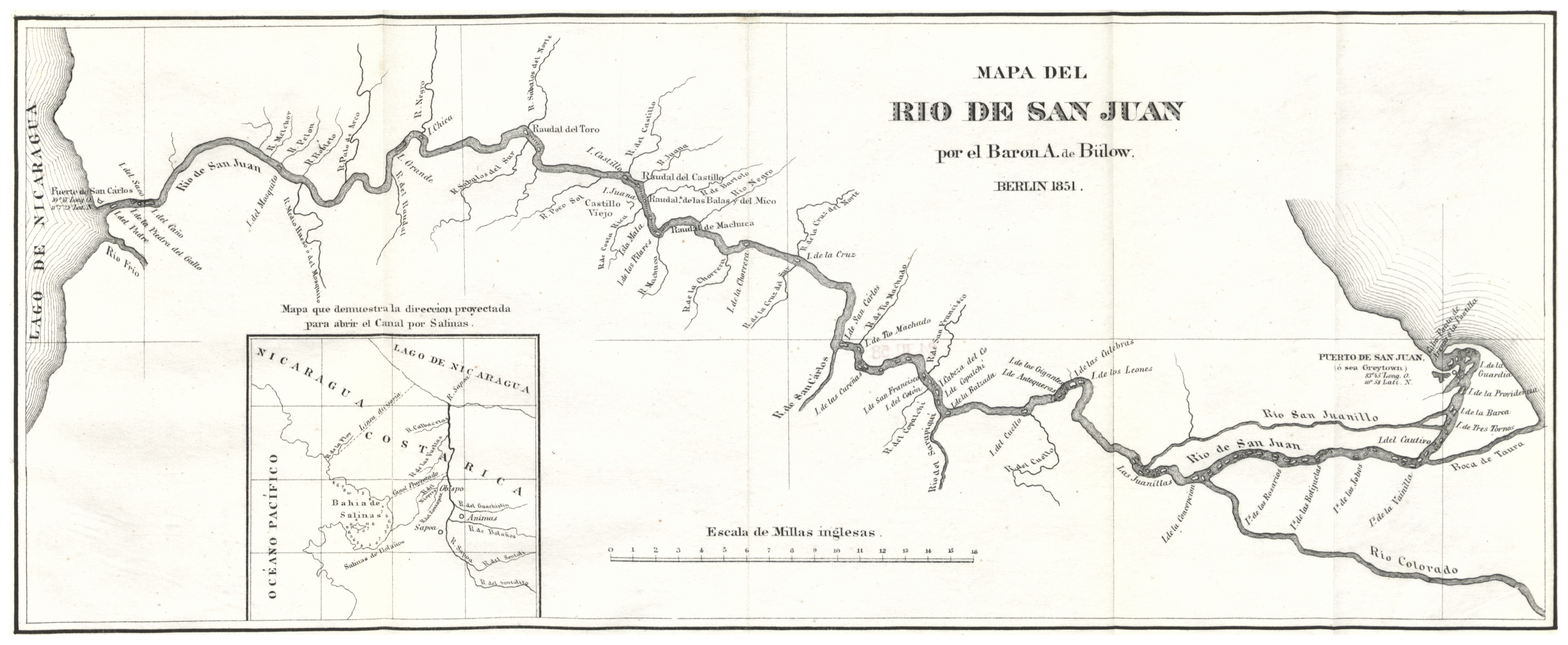
Mapa del río San Juan de 1851.

El Gobierno de Nicaragua presentó un proyecto de control de impacto ambiental, en el cual afirmaba que el dragado del río no afectaría al ecosistema de la zona, sin embargo el estudio no fue aceptado por Costa Rica. Costa Rica presentó un reclamo por cuanto, desde su punto de vista, soldados nicaragüenses habían invadido territorio costarricense. La demanda fue llevada a la OEA en donde el tema fue debatido en tensión durante horas pero sin resultados, luego el gobierno costarricense intentó incluirlo en la agenda de seguridad de la ONU, pero fue rechazado.  
Costa Rica optó por incluir nuevamente en la Corte Internacional de Justicia el diferendo sobre el río y sobre la reapertura de un caño que reconecta Harbour Head (que Nicaragua reclama como propio, y llamada por Costa Rica Isla Portillos, quien también reclama como propio), esto llevó a tensiones diplomáticas. Aunque las relaciones paulatinamente se han normalizado el conflicto todavía sigue en la Corte Internacional de Justicia a la espera de una resolución.
La resolución de La Haya no deja ganadores, el fallo no consolida la soberanía de Costa Rica sobre los territorios reclamados, además permite a Nicaragua continuar con el dragado del río, unos de los puntos que reclamaba Costa Rica. 
La Corte Internacional de Justicia de La Haya aprobó parte de las medidas cautelares solicitadas por Costa Rica y solicitó a Nicaragua que retire sus tropas armadas de la isla Calero. Esto se mantendrá hasta que finalice el juicio y se resuelva el conflicto territorial sobre la isla Calero.
Cada parte debe abstenerse de enviar agentes a la zona de conflicto, dictó la Corte. No obstante, Costa Rica podrá enviar agentes civiles para velar por la protección de los humedales de la zona con previo aviso a la Convención Internacional de Humedales Ramsar.
Estas medidas son de acatamiento obligatorio y no es apelable por ninguna de las dos partes.
Costa Rica había pedido además que Nicaragua frenara la construcción de un canal en el río San Juan y la tala de árboles. Sobre estos dos puntos la Corte desestimó la solicitud costarricense, pues ambas acciones ya habían finalizado.
El cuarto punto solicitado por el país fue detener el lanzamiento de sedimentos en aguas costarricenses, sobre lo cual la Corte no se pronunció.
En cuanto al quinto punto, Costa Rica pidió suspender el actual programa de dragado que realiza Nicaragua sobre el canal recién hecho. Sobre este punto, la Corte permitió que los trabajos continúen siempre y cuando no realicen actividades que causen daños ambientales.

## Alegatos de Nicaragua
En abril de 2015, Nicaragua presentó ante la Corte Internacional de Justicia (CIJ), en La Haya (Países Bajos), pruebas que evidencian que la construcción de la trocha costarricense Juan Rafael Mora Porras, de 160 km de largo al margen sur del río San Juan de Nicaragua, ha causado graves daños en el mismo.
Durante estas audiencias intervinieron el doctor Carlos Argüello Gómez, representante de Nicaragua, y algunos de sus abogados. 
Posteriormente, expertos contratados por Nicaragua fueron interrogados por abogados de Costa Rica y por jueces de la CIJ.
Los alegatos de Nicaragua se presentaron bajo ocho (8) proposiciones, y se apuntó que dichos acápites cuentan con el previo aval de expertos 
por parte de los dos países en litigio.
Los puntos presentados fueron los siguientes:
- 1. La construcción de la trocha costarricense ha creado cantidades masivas de sedimento —materia que, habiendo estado suspensa en un líquido, se posa en el fondo por su mayor gravedad— que terminan en el río San Juan debido a la bifurcación entre el río Colorado (de Costa Rica) y la parte baja del límite natural entre ambos países, perteneciente a Nicaragua. Costa Rica calcula que la carretera deposita un total de 75 000 toneladas de sedimento por año en el río San Juan, mientras que expertos consultados por Nicaragua aseguran que la cantidad oscila entre 190 000 y 250 000 toneladas.

- 2. Los sedimentos son transportados río abajo por el Colorado, pero tanto Costa Rica como Nicaragua concuerdan que un 10 % ingresan al río San Juan.

- 3. De estos sedimentos, expertos afirman que el 20 % se transfiere a la parte baja del río San Juan.

- 4. Los sedimentos se acumulan y aumentan en bajíos y bancos de arena, que son los principales problemas de navegación del río San Juan.

- 5. La acumulación de sedimentos disminuye la profundidad del río San Juan así como su capacidad para transportar dichos sedimentos río abajo, y esto crea un proceso perpetuo que modifica la geografía del río.

- 6. La acumulación de sedimento en bajíos y bancos de arena, hacen del dragado del río San Juan una absoluta necesidad para mantener su navegabilidad, incluso para embarcaciones que únicamente requieren de un metro de profundidad. El dragado es también necesario para permitir que el agua arrastre los sedimentos río abajo.

- 7. Con este fin, Nicaragua ha realizado actividades de dragado en el río San Juan desde 2011, pero la cantidad de sedimentos acumulándose crece con mayor velocidad de lo que se ha podido dragar. Lo que el dragado ha logrado no es mejorar la navegabilidad del río sino disminuir el ritmo en que crecen los daños.

- 8. El sedimento dragado no impide que la navegación del río esté fuertemente amenazada ni que la profundidad del mismo decrezca.

### Sin estudio de impacto ambiental
Además, se señaló que Costa Rica no elaboró un estudio de impacto ambiental previo a comenzar el trabajo de construcción de la trocha, como era obligatorio según leyes internacionales.
En tanto, Argüello Gómez recordó que la carretera pretendió ser justificada por Costa Rica bajo un decreto de emergencia previo a la lectura de la providencia de la CIJ sobre medidas provisionales solicitadas por Costa Rica.
Daños ambientales no fueron evaluados y aún no han sido evaluados, incluyendo daños potenciales al río San Juan por desarrollo humano, comercial y de agricultura.
En diciembre de 2011, Nicaragua presentó el caso alegando daño ambiental significativo al río San Juan como resultado de la construcción de la trocha, que fue parte del gobierno de la expresidenta de Costa Rica, Laura Chinchilla.
En mayo de 2014, el actual presidente de Costa Rica, Luis Guillermo Solís, visitó la zona fronteriza y catalogó la trocha como "un desastre".